# Chester Barnard
Chester Barnard (1886-1961) était un manager américain célèbre pour son livre The Functions of the Executive (1938) dans lequel il développait des idées reprises ensuite en management sur : 
- Les organisations « formelles »
- La coopération, élément clé du management et la volonté de coopération
- L'efficacité et l'efficience
- Les rôles des dirigeants.

Il a été directeur  de l'American Telephone & Telegraph, le plus grand opérateur téléphonique du monde, ayant compté jusqu'à un million de personnes dans les années 1950,  aujourd'hui AT&T Corporation.
En 1927, il est nommé à 41 ans, président de la New Jersey Bell Telephone Company, aujourd'hui Verizon New Jersey.

## Un livre,The Functions of the Executive( 1938, 1968)
The Functions of the Executive est publié en 1938, puis republié en 1968 pour le trentième anniversaire  de la publication avec une introduction de Kenneth Andrews. Le livre n'a pas été traduit et reste encore aujourd'hui méconnu du public français malgré son importance : il a notamment influencé Herbert Simon.

## Les organisations formelles
Les organisations formelles (formal organization) sont des formes de coopération consciente et coordonné entre des individus dotés de limites qui s'engagent librement afin de s'adapter à leur environnement et dont la survie est conditionnée au respect de trois conditions :
- Une capacité à communiquer
- Une volonté de coopérer et de servir de la part d'un nombre suffisant de membres
- La volonté d'accomplir une finalité commune [1]

Elles sont composées d'organisations informelles.

## Les rôles des dirigeants
Il y a trois rôles principaux :
- Fournir un système de communication organisationnelle
- Mettre à la disposition de l'organisation des ressources essentielles
- Définir la finalité et les objectifs de l'organisation [2].